# Davide Massa
Davide Massa (Imperia, 15 juli 1981) is een Italiaans voetbalscheidsrechter. Hij is in dienst van FIFA en UEFA sinds 2014. Ook leidt hij sinds 2011 wedstrijden in de Serie A.
Op 23 januari 2011 leidde Massa zijn eerste wedstrijd in de Italiaanse nationale competitie. Tijdens het duel tussen Fiorentina en Lecce (1–1) trok de leidsman vijfmaal de gele kaart. In Europees verband debuteerde hij op 17 juli 2014 tijdens een wedstrijd tussen IF Elfsborg en Inter Bakoe in de voorronde van de UEFA Europa League; het eindigde in 0–1 en de Italiaanse leidsman gaf zeven gele kaarten. Zijn eerste interland floot hij op 8 juni 2015, toen Turkije met 4–0 won van Bulgarije. Tijdens dit duel gaf Massa één gele kaart.

## Interlands
| Datum             | Plaats                  | Wedstrijd                          | Uitslag | Competitie             | Kreeg geel | Kreeg voor de tweede keer geel en dus rood | Weggestuurd |
| ----------------- | ----------------------- | ---------------------------------- | ------- | ---------------------- | ---------- | ------------------------------------------ | ----------- |
| 8 juni 2015       | Istanbul, Turkije       | Turkije – Bulgarije                | 4 – 0   | Vriendschappelijk      | 1          | 0                                          | 0           |
| 16 november 2015  | Tirana, Albanië         | Albanië – Georgië                  | 2 – 2   | Vriendschappelijk      | 2          | 0                                          | 0           |
| 29 mei 2016       | Turijn, Italië          | Roemenië – Oekraïne                | 3 – 4   | Vriendschappelijk      | 2          | 0                                          | 0           |
| 3 juni 2017       | Estoril, Portugal       | Portugal – Cyprus                  | 4 – 0   | Vriendschappelijk      | 0          | 0                                          | 0           |
| 13 juni 2017      | Parijs, Frankrijk       | Frankrijk – Engeland               | 3 – 2   | Vriendschappelijk      | 2          | 0                                          | 1           |
| 6 september 2018  | Ljubljana, Slovenië     | Slovenië – Bulgarije               | 1 – 2   | Nations League 2018/19 | 4          | 0                                          | 0           |
| 21 maart 2019     | Rotterdam, Nederland    | Nederland – Wit-Rusland            | 4 – 0   | EK 2020 kwalificatie   | 3          | 0                                          | 0           |
| 10 september 2019 | Chisinau, Moldavië      | Moldavië – Turkije                 | 0 – 4   | EK 2020 kwalificatie   | 0          | 0                                          | 0           |
| 19 november 2019  | Amsterdam, Nederland    | Nederland – Estland                | 5 – 0   | EK 2020 kwalificatie   | 0          | 0                                          | 0           |
| 5 september 2020  | Porto, Portugal         | Portugal – Kroatië                 | 4 – 1   | Nations League 2020/21 | 2          | 0                                          | 0           |
| 11 oktober 2020   | Glasgow, Schotland      | Schotland – Slowakije              | 1 – 0   | Nations League 2020/21 | 7          | 0                                          | 0           |
| 11 november 2020  | Amsterdam, Nederland    | Nederland – Spanje                 | 1 – 1   | Vriendschappelijk      | 2          | 0                                          | 0           |
| 24 maart 2021     | Belgrado, Servië        | Servië – Ierland                   | 3 – 2   | WK 2022 kwalificatie   | 1          | 0                                          | 0           |
| 9 oktober 2021    | Astana, Kazachstan      | Kazachstan – Bosnië en Herzegovina | 0 – 2   | WK 2022 kwalificatie   | 3          | 0                                          | 0           |
| 14 november 2021  | Skopje, Noord-Macedonië | Noord-Macedonië – IJsland          | 3 – 1   | WK 2022 kwalificatie   | 8          | 1                                          | 0           |
| 22 september 2022 | Zagreb, Kroatië         | Kroatië – Denemarken               | 2 – 1   | Nations League 2022/23 | 2          | 0                                          | 0           |
| 17 juni 2023      | Lissabon, Portugal      | Portugal – Bosnië en Herzegovina   | 3 – 0   | EK 2024 kwalificatie   | 3          | 0                                          | 0           |
| 12 september 2023 | Glasgow, Schotland      | Schotland – Engeland               | 1 – 3   | Vriendschappelijk      | 4          | 0                                          | 0           |
| 15 oktober 2023   | Cardiff, Wales          | Wales – Kroatië                    | 2 – 1   | EK 2024 kwalificatie   | 3          | 0                                          | 0           |
| 21 november 2023  | Boekarest, Roemenië     | Roemenië – Zwitserland             | 1 – 0   | EK 2024 kwalificatie   | 6          | 0                                          | 0           |
| 7 juni 2024       | Londen, Engeland        | Engeland – IJsland                 | 0 – 1   | Vriendschappelijk      | 3          | 0                                          | 0           |
| 10 september 2024 | Amsterdam, Nederland    | Nederland – Duitsland              | 2 – 2   | Nations League 2024/25 | 4          | 0                                          | 0           |
| 18 november 2024  | Split, Kroatië          | Kroatië – Portugal                 | 1 – 1   | Nations League 2024/25 | 2          | 0                                          | 0           |
| 23 maart 2025     | Glasgow, Schotland      | Schotland – Griekenland            | 0 – 3   | Nations League 2024/25 | 4          | 0                                          | 0           |
| 7 juni 2025       | Tirana, Albanië         | Albanië – Servië                   | 0 – 0   | WK 2026 kwalificatie   | 3          | 0                                          | 0           |

Laatst bijgewerkt op 8 juni 2025.